# Daša Grm
Daša Grm (Celje, 18 april 1991) is een Sloveens kunstschaatsster. Ze is zevenvoudig nationaal kampioen.

## Biografie
Grm begon in 1996 met kunstschaatsen. Hoewel ze in het verleden wel coaches heeft gehad, onder wie voormalig topschaatser Jan Čejvan, besloot ze op een gegeven moment zichzelf te trainen. Ze heeft drie keer meegedaan aan de WK voor junioren (2006, 2007 en 2009). Hiervan was haar eerste deelname in 2006 met de 25e plek het succesvolst. Ze is zevenvoudig Sloveens kampioen. Grm deed acht keer mee aan de Europese kampioenschappen en ook acht keer aan de wereldkampioenschappen. Haar beste jaar was het seizoen 2018/19: ze werd toen 17e op het EK en 18e op het WK. Vier jaar eerder werd ze ook 18e op het WK.
Het lukte haar in 2020 niet om zich te kwalificeren voor het, later afgelaste, WK door strengere deelname-eisen van de ISU.

## Persoonlijke records
Behaald tijdens ISU wedstrijden. 
|                     | punten | datum      | toernooi              |
| ------------------- | ------ | ---------- | --------------------- |
| Hoogste totaalscore | 161.16 | 22-03-2019 | WK                    |
| Hoogste korte kür   | 058.91 | 05-12-2019 | Golden Spin of Zagreb |
| Hoogste lange kür   | 103.58 | 22-03-2019 | WK                    |

## Belangrijke resultaten
| Wereldkampioenschap                               |     |      |  |       |               | 28e           | 39e           |               |               | 18e           | 38e           | 36e           | 22e           | 18e           | *             | 34e           | 24e           | 33e           |
| Europees kampioenschap                            |     |      |  |       |               | 20e           |               |               | 27e           | 30e           | 26e           | 26e           | 20e           | 17e           | 20e           | *             | 28e           | 21e           |
| Nationaal kampioenschap                           |     |      |  | Brons | Brons         | Zilver        | Zilver        | Zilver        | Goud          | Goud          | Goud          | Goud          | Goud          | Goud          | Goud          |               |               | Goud          |
| WK junioren                                       | 25e | 43e  |  | 46e   | geen deelname | geen deelname | geen deelname | geen deelname | geen deelname | geen deelname | geen deelname | geen deelname | geen deelname | geen deelname | geen deelname | geen deelname | geen deelname | geen deelname |
| NK junioren                                       |     | Goud |  |       | geen deelname | geen deelname | geen deelname | geen deelname | geen deelname | geen deelname | geen deelname | geen deelname | geen deelname | geen deelname | geen deelname | geen deelname | geen deelname | geen deelname |
| * Afgelast naar aanleiding van de coronapandemie. |     |      |  |       |               |               |               |               |               |               |               |               |               |               |               |               |               |               |